# Jerry Kennealy
Pour les articles homonymes, voir Kennealy.
Jerry Kennealy, né le 27 mai 1938 à San Francisco, en Californie, est un écrivain américain, auteur de roman policier.

## Biographie
Ancien détective privé, Jerry Kennealy crée en 1987 le détective privé Nick Polo dans Solo de Polo (Polo Solo), où le personnage vient de purger une peine de prison. Outre une nouvelle, parue en 1994, ce limier, qui exerce son métier à San Francisco, revient dans dix romans, dont deux sont nommés pour les prix Shamus dans la catégorie meilleur roman : Polo's Wild Card en 1991 et Special Delivery en 1993.
Les enquêtes de cette série appartiennent au genre du roman noir. Jonchées de cadavres, mais pimentées par un humour décalé, elles se terminent souvent sur des chutes inattendues et immorales. Certains titres ont même une dimension politique, notamment dans Les Voyages de Nick Polo (Polo in the Rough, 1989), où le héros devient « le garde du corps de Slate, un écrivain qui s'apprête à publier un livre sur le shah d'Iran. Lorsque Slate est tué par une bombe dans l'avion qu'il avait emprunté à un ami des services secrets, Polo se met à la recherche du manuscrit ».
Jerry Kennealy est membre de la Mystery Writers of America et fut vice-président de la Private Eye Writers of America.

## Œuvre

### Romans

#### SérieNick Polo
- Polo Solo (1987) Publié en français sous le titre Solo de Polo, Paris, Gallimard, coll. « Série noire » no 2149, 1988  (ISBN 2-07-049149-8)
- Polo Anyone ? (1988)
- Polo's Ponies (1988) Publié en français sous le titre Polo et ses poulains, Paris, Gallimard, coll. « Série noire » no 2202, 1989  (ISBN 2-07-049202-8)
- Polo in the Rough (1989) Publié en français sous le titre Les Voyages de Nick Polo, Paris, Gallimard, coll. « Série noire » no 2275, 1991  (ISBN 2-07-049275-3)
- Polo's Wild Card (1990)
- Green With Envy (1991)
- Special Delivery (1992)
- Vintage Polo (1993)
- Beggar's Choice (1994)
- All That Glitters (1997)
- Polo’s Long Shot (2017)
- I’m Dying as Fast as I Can (2020)

#### SérieCarroll Quint
- Jigsaw (2007)
- Still Shot (2008)

#### SérieJohnny O’Rorke
- Screen Test (2016)
- Dirty Who? (2018)

#### Autres romans
- Nobody Wins (1978)
- The Conductor (1995) Publié en français sous le titre Le Chef d'orchestre, Paris, Éditions Jean-Claude Lattès, coll. « Suspense & Cie », 1997  (ISBN 2-7096-1815-X) ; réédition, Paris, Pocket no 10510, 1999  (ISBN 2-266-08591-3)
- The Forger (1996)
- The Suspect (1998)
- The Hunted (1999)
- The Other Eye (2000)
- Silent Remains (2019)

#### Roman signé Paul Boray
- Cash Out (2002)

#### Romans signés James Brant
- The Vatican Connection (2003)
- Chasing the Devil (2004)

### Nouvelle

#### SérieNick Polo
- Polo at the Ritz (1994)

## Sources
- Claude Mesplède (dir.), Dictionnaire des littératures policières, vol. 2 : J - Z, Nantes, Joseph K, coll. « Temps noir », 2007, 1086 p. (ISBN 978-2-910-68645-1, OCLC 315873361), p. 85.
- Claude Mesplède, Les années "Série noire" bibliographie critique d'une collection policière, vol. 5 : 1982-1995, Amiens, Encrage, coll. « Travaux » (no 36), 2000.